# Primera Autonómica Femenina de la Región de Murcia
La Primera Autonómica Femenina de la Región de Murcia constituye el sexto y más bajo nivel de competición de la liga española de fútbol femenino en la Región de Murcia. Su administración corre a cargo de la Federación de Fútbol de la Región de Murcia (FFRM), fundada en 1924.

## Sistema de competición
Para la temporada 2022-2023 la Primera Autonómica Femenina cuenta con 27 equipos divididos en dos grupos estando presente esta distribución desde la campaña 2021-2022. Los dos primeros clasificados de cada grupo y el mejor segundo de los dos grupos ascienden directamente a Autonómica Preferente Femenina. No existen descensos al tratarse de la última categoría.

## Equipos 2022-2023
| Grupo 1 - Alcantarilla Fútbol Club - Alhama CF "C" - Fútbol Club Cartagena "B" - SMX Athletic Club de Murcia "B" - Algezares Unión Deportiva - Club de Fútbol Femenino Los Alcázares "B" - Atlético Pinatarense - Unión Deportiva Águilas Femenino "B" - Escuela de Fútbol Dolorense "B" - Unión Molinense Club de Fútbol "B" - Polideportivo Atlético Sangonera La Verde - Escuela de Fútbol Esperanza Virgen de la Caridad - Club de Fútbol Base Totana - Club Deportivo Bala Azul Femenino | Grupo 2 - SMX Athletic Club de Murcia "C" - Muleño Club de Fútbol - Unión Molinense Club de Fútbol "B" - Real Murcia Féminas "B" - EFFM Alquerías - Fútbol Base Calasparra - Jumilla Atlético Club de Fútbol - Cotillas Club Deportivo - Asociación Deportiva y Cultural El Puntal - Club Deportivo Plus Ultra - Club Deportivo Veteranos Alguazas - Club Deportivo Zeneta - AC Caravaca |

## Palmarés
| Temporada | Campeón                                                                     | Subcampeón                                         |
| --------- | --------------------------------------------------------------------------- | -------------------------------------------------- |
| 2017-2018 | U. D. Águilas Femenino                                                      |                                                    |
| 2018-2019 |                                                                             |                                                    |
| 2019-2020 | Yecla C. F.                                                                 | E. F. La Aljorra                                   |
| 2020-2021 | Mazarrón Féminas                                                            | SMX Athletic Club de Murcia "B"                    |
| 2021-2022 | AD Ceutí Atlético (G1) y Alhama CF "B" (G2)                                 | U.Molinense "B" (G1) y Peña Madridista Lorca (G2)  |
| 2022-2023 | SMX Athletic Club de Murcia "B" (G1) y SMX Athletic Club de Murcia "C" (G2) | Alcantarilla FC (G1) y Unión Molinense CF "B" (G2) |
| 2023-2024 | CFF Los Alcázares (G1) y ADYC El Puntal (G2)                                | CFF Cartagena (G1) y CD El Esparragal (G2)         |